# Suzanne Somers
Suzanne Somers, született Marie Suzanne Mahoney (San Bruno, Kalifornia, 1946. október 16. – Palm Springs, Kalifornia, 2023. október 15.) amerikai modell, színésznő, író, énekes, üzletasszony, egészségügyi szóvivő.

## Filmográfia
- Bullitt – San Franciscó-i zsaru (1968)
- Daddy’s Gone A-Hunting (1969)
- Fools (1970)
- American Graffiti (1973)
- Magnum Force – A Magnum ereje (1973)
- It Happened at Lakewood Manor (1977)
- Billy Jack Goes to Washington (1977)
- Zuma Beach (1978)
- Yesterday’s Hero (1979)
- Nothing Personal (1980)
- Three’s Company. tévésorozat (1976–1984)
- Totally Minnie (1987)
- Serial Mom – Titkos gyilkos mama (1994)
- Rusty: A Dog’s Tale (1998) (hang)
- Egyről a kettőre (Step by Step), tévésorozat (1991–1998)
- Húgom, nem húgom (2001) (cameo)

## Művei
Somers a szerzője egy sor önfejlesztő könyvnek, többek közt:
- The Naked Truth About Bioidentical Hormones (A tiszta igazság a bioidentikus hormonokról)
- Ageless (Kortalanság)
- Sexy Forever (Örökre szexi)
- I’m too young for this (Túl fiatal vagyok ehhez)

## Fordítás
- Ez a szócikk részben vagy egészben  a   Suzanne Sommers című angol Wikipédia-szócikk ezen változatának fordításán alapul.  Az eredeti cikk szerkesztőit annak laptörténete sorolja fel. Ez a jelzés csupán a megfogalmazás eredetét és a szerzői jogokat jelzi, nem szolgál a cikkben szereplő információk forrásmegjelöléseként.